# 신테카바이오
신테카바이오(Syntekabio)는 대한민국의 AI 신약 개발 기업이다. 본사는 대전광역시 유성구 엑스포로 1에 위치해 있으며 대표이사는 정종선이다.

2014년 한국전자통신연구원(ETRI)의 '유전자 검사 전용 슈퍼컴퓨팅' 기술을 출자받은 바 있다.

## 역사
2019년 12월 17일에 주관사를 케이비증권으로 공모가 12,000원에 코스닥 시장에 상장하였다.
2025년 3월 미국 신약 개발 회사 '프라그마 바이오'(Pragma Bio)와 AI 플랫폼 기반 신약 개발을 위해 약 45억원 규모의 계약을 체결했다

## 참고문헌
1. ↑  기술분석보고서-신테카바이오 한국IR협의회 기업리서치센터 2024-12-12
2. ↑  신테카바이오 주가 초강세...코아스템켐온과 업무협약 실적개선 호기, 핀포인트뉴스, 2023.12.18
3. ↑  신테카바이오주가 상승 중, 어뉴사, 2023-12-19
4. ↑  신테카바이오 주가 장중 상한가, AI 신약 플랫폼 검증 협약 소식 영향, 비지니스포스트, 2023-07-21
5. ↑  신테카바이오, 美 프라그라 바이오와 45억 AI 신약개발 계약 머니투데이 2025-03-25